# Иззет Ахмед-паша
Иззет Ахмед-паша, также известный как Ахмед Изеет-паша или Хаджи Иззет-паша или Хакки Пашазаде Иззет-паша (1798 — 20 февраля 1876) — османский государственный деятель, который занимал долгую серию провинциальных губернаторов с 1841 по 1870 год. Он также был визирем (назначен 20 сентября 1845 года).

## Биография
В начале своей карьеры Иззет Ахмед-паша сначала был капычибаши (церемониймейстером) в султанском дворце в Стамбуле, а затем военачальником в санджаке Сивас. Затем он стал фериком (генералом) османской армии. После этого он служил османским губернатором:
- Сидон (эялет) (декабрь 1841 г. — июль 1842 г.)
- Адана (эялет) (март 1843 г. — март 1844 г.)
- Болу (санджак) (март 1844 г. — сентябрь 1845 г.)
- Диярбекир (эялет) (сентябрь 1845 г. — октябрь 1846 г.)
- Эрзурум (вилайет) (ноябрь 1846 г. — ноябрь 1847 г.)
- Янина (эялет) (март — сентябрь 1848 г., январь 1855 г. — январь 1856 г.)
- Триполитания (сентябрь 1848 г. — август 1852 г.)
- Дамаск (эялет) (1856—1857)
- Трабзон (эялет) (август 1858 г. — август 1860 г.)
- Джидда (эялет) (октябрь 1861 г. — сентябрь 1864 г.)
- Конья (вилайет) (август 1865 г. — июнь 1867 г.)
- Хюдавендигар (вилайет) (ноябрь 1868 г. — апрель 1870 г.)

Иззет Ахмед-паша был сыном Хакки Мехмед-паши (1747—1811), видного бюрократа, визиря и государственного деятеля того времени и, как сообщается, считал государственного деятеля XVI века Соколлу Мехмед-пашу одним из своих предков. Находясь в Багдаде, он женился на дочери Али Ризы-паши, губернатора Багдада. Когда его тесть был уволен с поста губернатора Багдада. Хатт-и Шариф который уволил его, ссылался на Иззета Ахмеда-пашу как на источник жалоб на предполагаемые злоупотребления администрацией его тестя, что, скорее всего, указывало на последствия или разногласия между ними, или на политический заговор против Али Риза-паши со стороны его зятя.
У самого Иззета Ахмеда-паши с женой было трое сыновей: Азиз-паша (1835—1903), также серийный губернатор провинции; Хакки-паша (умер в 1877 году), мутасарриф из Бихача; и Сулейман-бей.
Иззет Ахмед-паша ушел с государственной службы в 1870 году. Он умер шесть лет спустя, 20 февраля 1876 года, и был похоронен на кладбище Хайдарпаша в Стамбуле.